# Centre (géométrie)
En géométrie, la notion de centre (du grec κέντρον) d'un objet ou d'une figure généralise celle de milieu d'un segment, de centre d'un cercle ou d'une sphère.
Le centre d'un cercle (ou d'une sphère) étant à la fois son centre de symétrie, son centre de rotation, son centre de gravité, et le point équidistant de chacun de ses points, ces diverses caractérisations permettent d'étendre la notion de centre à de larges familles d'objets.

Objets à symétrie centrale.

## Objets à symétrie centrale
Lorsque l'objet est invariant par une unique symétrie centrale, le centre de l'objet est le centre de cette symétrie.
Dans le plan, on trouve dans ce cas les segments de droite, les cercles et les disques, les carrés, et plus généralement les polygones réguliers avec un nombre pair de sommets, les rectangles et les losanges, et plus généralement les parallélogrammes, les ellipses et les hyperboles (dites "coniques à centre").
Exemples de courbes à symétrie centrale :
- les courbes d'équation cartésienne {\displaystyle f(x,y)=0} avec {\displaystyle f(-x,-y)=\pm f(x,y)}, par exemple si {\displaystyle f} est polynomiale homogène,
- les courbes paramétrées {\displaystyle {\begin{cases}x=f(t)\\y=g(t)\end{cases}}} avec {\displaystyle f,g} antipériodiques ({\displaystyle f(t+T)=-f(t),g(t+T)=-g(t)}),
- les courbes d'équation polaire {\displaystyle f(\rho ,\theta )=0} avec {\displaystyle f(-\rho ,\theta )=f(\rho ,\theta )} ou {\displaystyle f(\rho ,\theta +\pi )=f(\rho ,\theta )}.

La spirale de Fermat, d'équation polaire possède un centre de symétrie.

Dans l'espace, on trouve les sphères et les boules (associées à une norme), les parallélépipèdes, les quadriques à centre.

## Objets à symétrie de rotation dans le plan
Dans le plan, lorsque le groupe des rotations laissant l'objet globalement invariant n'est pas réduit à l'identité et est formé de rotations de même centre, le centre de l'objet est le centre commun à ces rotations.
En particulier, un objet plan ayant exactement {\displaystyle n\geqslant 2} axes de symétrie concourants est à symétrie de rotation.
Les symétries centrales étant des rotations d'angle plat, ce cas englobe le précédent, mais on y trouve cette fois tous les polygones réguliers, dont le triangle équilatéral.

## Objets à symétrie de rotation dans l'espace
Dans l'espace, lorsque le groupe des déplacements laissant l'objet globalement invariant est formé de rotations d'axes concourants, le centre de l'objet est le point de concours de ces axes. On trouve dans ce cas tous les polyèdres réguliers.
Cette notion se généralise en dimension quelconque pour un groupe des déplacements de l'objet tel qu'il existe un unique point invariant par toutes les isométries du groupe.

## Autres définitions
Dans les autres cas que les précédents, on peut trouver plusieurs définitions concurrentes de la notion de centre, et un objet peut ne pas avoir de centre si aucune méthode n'en permet la détermination.

### Centre de gravité ouisobarycentre
Ce centre est toujours défini pour un ensemble fini non vide. Il est aussi défini pour une courbe rectifiable, une surface quarrable, ou un corps cubable.

L'isobarycentre d'un objet à symétrie centrale est son centre de symétrie.

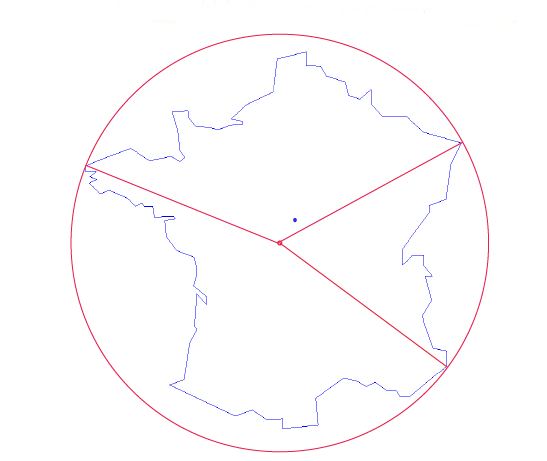
Cercle circonscrit à une représentation de la France, avec son centre.

### Centre du cercle circonscrit ou de la sphère circonscrite
Pour un ensemble fermé borné du plan, il existe un unique cercle de rayon minimal englobant l'ensemble. Son centre est le point pour lequel la plus grande distance à un point de l'ensemble est la plus petite possible. Ce cercle minimum est en général dénommé cercle circonscrit, sauf dans le cas d'un triangle obtus où le cercle minimum est le cercle de diamètre le plus grand côté.
Cette notion généralise celle de centre d'un objet à symétrie de rotation.

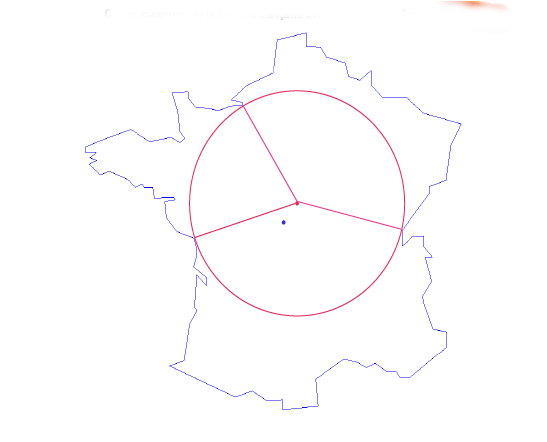
Cercle inscrit dans une représentation de la frontière française, avec son centre.

### Centre d'un cercle inscrit
Pour un ensemble fini, il existe en général un ou plusieurs cercles de plus grand rayon n'englobant aucun point de l'ensemble (des cercles dits "vides") et dont le centre se trouve dans son enveloppe convexe, en général dénommés cercles inscrits. Leurs centres maximisent la plus petite distance aux points de l'ensemble. Même définition pour une courbe fermée sans croisement.
Par exemple, il existe une infinité de cercles inscrits dans un rectangle non carré.

### Cas des triangles
En 1998, Clark Kimberling a donné une définition précise de ce qui est considéré depuis comme un centre du triangle.
Un point est dit centre du triangle si sa définition est invariante par similitude et par permutation des sommets.
Kimberling a établi une liste évolutive de centres remarquables, appelée encyclopédie des centres du triangle, contenant en 2023 plus de 50 000 items. On y trouve par exemple :
- le centre de gravité
- le centre du cercle circonscrit, passant par les trois sommets, répondant à la fois au problème du plus grand cercle vide et à celui du cercle minimum dans le cas d'un triangle aigu (pour l'ensemble des trois sommets).
- le centre du cercle inscrit, répondant au problème du plus grand cercle vide pour la courbe réunion des trois côtés
- l'orthocentre, l'intersection des trois hauteurs du triangle ;
- le centre du cercle d'Euler, cercle passant par neuf points remarquables du triangle.

Avec cette définition, les centres des cercles exinscrits ne sont pas considérés comme des centres puisque non invariants par permutation des sommets. Les deux points de Brocard n'en sont pas non plus puisqu'ils s'échangent si l'on permute deux sommets.

### Cas des polygones
La définition donnée par Kimberling à la notion de centre d'un triangle a été généralisée à un polygone quelconque.

## Voir également
- Centre de masse
- Centre géographique
- Problème du plus grand cercle vide
- Problème du cercle minimum
- Centre du triangle